# Jean-Loup Chrétien
Jean-Loup Chrétien (La Rochelle, França, 20 d'agost de 1938) és un astronauta i pilot de proves francès del CNES. Fou el primer francès i el primer europeu occidental en viatjar a l'espai, en el marc del programa Interkosmos de la Unió Soviètica. També va ser la primera persona no soviètica o estatunidenca en realitzar una activitat extravehicular (EVA).